# Colias mossi
Colias mossi är en fjärilsart som beskrevs av Rothschild 1913. Colias mossi ingår i släktet Colias och familjen vitfjärilar. Inga underarter finns listade i Catalogue of Life.